# Zweifleckiger Ahlenläufer
Der Zweifleckige Ahlenläufer (Philochthus biguttatus, Syn.: Bembidion biguttatum), auch Großer Sumpf-Ahlenläufer genannt, ist ein Laufkäfer aus der Unterfamilie Trechinae.
Die Art wird in der Roten Liste gefährdeter Arten Deutschlands sowie in den Ländern Baden-Württemberg und Sachsen-Anhalt als nicht gefährdet eingestuft.

## Bemerkungen zum Namen
Die Art wurde durch Fabricius 1779 unter dem Namen Carabus biguttatus erstmals beschrieben. Die Beschreibung enthält die Charakterisierung  macula apicis pallida(lat. die Flecken am Ende der Flügeldecken sind bleich). Die Anzahl dieser Flecken wird im Artnamen biguttatus (lat. „mit zwei Tropfenflecken“) und im Zusatz „zweifleckig“ des deutschen Namens ausgedrückt. Es gibt jedoch mehrere ähnliche Arten, die ebenfalls zwei Punkte auf den Flügeldecken tragen, andrerseits können die Flecken auch fehlen.
Der Gattungsname Philochthus ist von altgr. φίλος phílos „Freund“ und ὄχθος óchthos „Hügel“ abgeleitet und deutet an, dass die Arten an Bergen unter Steinen zu finden sind. Dies trifft für diese Art jedoch weniger zu.
Die Gattung Philochthus wurde erst 1828 etabliert. Sie enthält achtzehn Arten, die alle in Europa vorkommen.
| Abb. 1: Frontalansicht |                                 |
| Abb. 2: Schulter | Abb. 3: Kopf Abb. 4: Halsschild |
| Abb. 5: Flügeldecke, Basis links grün: Ende des siebten Punktstreifens gelber Pfeil: fehlende Kante blauer Pfeil: vorderer Borstenpunkt im dritten Intervall |                                 |
| Abb. 6: Unterseite |                                 |

## Merkmale des Käfers
Der schwarze Käfer wird etwa vier Millimeter groß. Das erste Glied der fadenförmigen elfgliedrigen Fühler, die Beine und teilweise die Taster sind bernsteinfarben.
Die Mundwerkzeuge zeigen nach vorn, die Endglieder der Kiefertaster sitzen stiftförmig in dem keulenförmig verdickten vorletzten Glied. (Name Ahlenläufer, Abb. 1). Dieses Merkmal zeichnet alle Arten des Tribus Bembidiini aus, weshalb sie früher als Unterfamilie Bembidiinae geführt wurden. Die Stirn ist neben den Augenrändern längs gefurcht. Die Längsfurchen umfassen über jedem Auge zwei Porenpunkte, in denen die beiden Überaugenborsten (Supraorbitalsetae) entspringen (Abb. 3).
Am Seitenrand des wenig gewölbten Halsschildes liegen auf jeder Seite zwei Borstenpunkte, der erste vor der Hälfte, der zweite nahe der Basis des Halsschildes gelegen (Abb. 4 rechts schwarze Pfeilspitzen). Die Seitenränder sind bis zum hinteren Borstenpunkt überall gleichmäßig nach außen gebogen, und die beiden hinteren Borstenpunkte etwa gleich weit voneinander entfernt wie der Halsschildvorderrand breit ist. Hinter dem zweiten Borstenpunkt ist der Halsschild konkav halsartig abgeschnürt. Die Hinterwinkel sind stumpf, aber deutlich (Abb. 2).
Die Flügeldecken haben eine kurze Punktreihe neben dem Schildchen und sieben weitere Punktreihen, die gegen Ende undeutlich werden. Die äußerste Punktreihe (Abb. 5 rechts grün unterlegt) ist nur wenig schwächer als die daneben liegende. Gegen Ende sind die Flügeldecken bräunlich aufgehellt und jede Flügeldecke trägt vor dem Ende einen gelblichen Fleck (Präapikalfleck). Von den zwei Porenpunkten im dritten Intervall liegt der vordere vor der Mitte der Flügeldecke (Abb. 5 blau getönter Pfeil). Am Flügelende ist in der achten Furche kein Kiel vorhanden (Abb. 5 gelb getönter Pfeil). Der Flügeldeckenseitenrand knickt an der Basis nicht nach hinten ab (Abb. 2 und 5).

## Biologie
Die feuchtigkeitsliebende Art kommt in Mitteleuropa regelmäßig an schlammigen Stellen im Acker oder Grünland vor, hauptsächlich nach stärkeren Niederschlägen, was auch den Namen „Sumpf-Ahlenläufer“ erklärt. Die Käfer sind im Mai und Anfang Juni am häufigsten. Er wird zu den Flussmarscharten gerechnet. und bevorzugt schattige Stellen an stehendem und langsam fließenden Gewässern.

## Verbreitung
Die Art ist in Mitteleuropa meist häufig. Das Verbreitungsareal erstreckt sich von Südeuropa bis ins südliche Nordeuropa und von dort bis nach Westsibirien.